# Branches
Branches é uma comuna francesa na região administrativa de Borgonha-Franco-Condado, no departamento de Yonne. Estende-se por uma área de 10,84 km². Em 2010 a comuna tinha 456 habitantes (densidade: 42,1 hab./km²).